# Sanremo 1959
Sanremo 1959 è il primo EP di Mina e di Annibale Franzosi, pubblicato nel 1959 dalla casa discografica Italdisc.

## Storia
Per tutta la vita, è un brano presentato da Wilma De Angelis e Jula de Palma al Festival di Sanremo 1959. Questa versione è interpretata da Annibale Franzosi. Tu senza di me è un brano non presentato da Mina al Festival di Sanremo 1959 e fu pubblicato come lato B nel singolo Io sono il vento. Sostituisce Per tutta la vita nelle edizioni stampate fuori dall'Italia, per esempio nella discografia francese sugli EP intitolati Festival De San Remo 1959 (Festival IT 1007 S e IT 45-1007 S).
Questi brani sono stati raccolti, insieme a tutti quelli degli altri singoli fino al 1964, nell'antologia del 2010 Ritratto: I singoli Vol. 1.

## Tracce
Lato A
1. Mina – Tua – 2:09 (testo: Bruno Pallesi – musica: Walter Malgoni; edizioni musicali Peer)
2. Mina – Nessuno – 2:14 (testo: Antonietta De Simone – musica: Edilio Capotosti, Vittorio Mascheroni; edizioni musicali Melodi)

Lato B
1. Mina – Io sono il vento – 2:45 (testo: Giancarlo Testoni – musica: Giuseppe 'Fanciulli' [4]; edizioni musicali Accordo)
2. Annibale Franzosi – Per tutta la vita (testo: Alberto Testa – musica: Pino Spotti)

## Formazione
(tranne Per tutta la vita)
- Mina - voce
- I Solitari

Fausto Coelli - batteria
Lino Pavesi - sax
Lamberto "Memo" Fieschi - piano
Ermanno Scolari - contrabbasso
Enrico Grossi - chitarra